# Gibraltar Open
Gibraltar Open – rankingowy turniej snookera. W 2015 roku turniej ten był częścią Players Tour Championship. Odbył się po raz pierwszy w 2015 roku w kompleksie sportowym Europa Point w Gibraltarze. Ostatnim zwycięzcą został Robert Milkins.

## Historia
W sezonie 2014/15 cykl Players Tour Championship składał się z sześciu turniejów na kontynencie europejskim. Jednak po odwołaniu turnieju Lisbon Open w Portugalii, w sezonie 2015/16 PTC odbyło się tylko 5 turniejów. Następnie WPBSA zawarła porozumienie z rządem Gibraltaru w sprawie organizacji nowego turnieju na południowym krańcu Półwyspu Iberyjskiego. Był to pierwszy profesjonalny turniej na brytyjskim terytorium zamorskim. Gibraltar Open 2015 był częścią serii PTC i był otwarty dla amatorów. Główny turniej, w którym wzięło udział 128 graczy, trwał zaledwie trzy dni i był rozgrywany w trybie do siedmiu zwycięstw, łącznie z finałem. Był to turniej rankingowy niższej rangi, co oznacza, że nagrody pieniężne były niższe (25 000 € dla zwycięzcy), a co za tym idzie, jego znaczenie dla światowego rankingu było niższe. W zamian gracze mogli zakwalifikować się do pełnego turnieju rankingowego, Wielkiego Finału, a także do kolejnego sezonu snookera poprzez ranking. Pierwszym zwycięzcą został pochodzący z Hongkongu Chińczyk Marco Fu, który zaliczył także jedynego maksymalnego breaka w historii turnieju.
Kontrakt na turniej Gibraltar Open podpisano na trzy lata, ale w 2016 r. wygasły inne umowy i turniej Players Tour Championship musiał zostać przerwany. Jednakże Gibraltar Open pozostał, obok Paul Hunter Classic, jednym z dwóch turniejów ze specjalnym trybem i kwalifikacjami dla graczy amatorów. W latach 2017 i 2018 stworzono także ranking z obu turniejów, dzięki któremu można było zakwalifikować się do EBSA Amateur Play Offs i walczyć o dwa miejsca w profesjonalnej lidze.
Na początku 2020 roku w Europie pojawiły się pierwsze przypadki COVID-19, które przekształciły się w globalną pandemię. Gibraltar Open 2020 był pierwszym turniejem rozgrywanym przy mniejszej liczbie widzów, a następnie w ogóle bez widzów. W kolejnym roku wszystkie turnieje w ramach trasy zawodowej w Anglii i Walii odbyły się bez udziału publiczności, łącznie z Gibraltar Open, który był ostatnim turniejem sezonu w Milton Keynes.
W międzyczasie turniej Paul Hunter Classic przestał być turniejem Pro-Am, a wprowadzono WPBSA Q Tour jako nową serię turniejów kwalifikacyjnych dla amatorów. Ponadto najlepsi amatorzy mogli wziąć udział w licznych turniejach, zastępując w nich profesjonalistów, którzy nie brali udziału. Oznaczało to, że istniało wystarczająco dużo alternatyw dla formatu Pro-Am. W marcu 2022 roku turniej Gibraltar Open odbył się po raz ostatni i został przerwany.

## Zwycięzcy
| Rok                            | Zwycięzca                      | Przeciwnik                     | Wynik                          | Miejsce                        | Sezon                          |
| Gibraltar Open (minor-ranking) | Gibraltar Open (minor-ranking) | Gibraltar Open (minor-ranking) | Gibraltar Open (minor-ranking) | Gibraltar Open (minor-ranking) | Gibraltar Open (minor-ranking) |
| ------------------------------ | ------------------------------ | ------------------------------ | ------------------------------ | ------------------------------ | ------------------------------ |
| 2015                           | Marco Fu                       | Michael White                  | 4–1                            | Gibraltar                      | 2015/16                        |
| Gibraltar Open (ranking)       |                                |                                |                                |                                |                                |
| 2017                           | Shaun Murphy                   | Judd Trump                     | 4–2                            | Gibraltar                      | 2016/17                        |
| 2018                           | Ryan Day                       | Cao Yupeng                     | 4–0                            | Gibraltar                      | 2017/18                        |
| 2019                           | Stuart Bingham                 | Ryan Day                       | 4–1                            | Gibraltar                      | 2018/19                        |
| 2020                           | Judd Trump                     | Kyren Wilson                   | 4–3                            | Gibraltar                      | 2019/20                        |
| 2021                           | Judd Trump                     | Jack Lisowski                  | 4–0                            | Milton Keynes                  | 2020/21                        |
| 2022                           | Robert Milkins                 | Kyren Wilson                   | 4–2                            | Gibraltar                      | 2021/22                        |